# ボンバルディア・マルチレベル・コーチ
マルチレベル・コーチ（英語: Multilevel Coach）は、カナダの鉄道車両メーカーであるボンバルディア・トランスポーテーションが北アメリカ（アメリカ合衆国、カナダ）の鉄道事業者へ向けて開発した鉄道車両のブランド名。車両限界が狭い路線向けに開発された、定員数が多い2階建て客車で、2021年に同社を買収したアルストムはアデッシア・コーチ（Adessia Coach）というブランド名で展開している。
この項目では、マルチレベル・コーチ（→アデッシア・コーチ）と同型の2階建て電車であるマルチレベルIII（Multilevel III）についても解説する。

## 概要
2002年12月、ニュージャージー州を中心に公共交通機関を運営するニュージャージー・トランジットは、深刻化していた通勤列車の混雑を改善するため、ボンバルディア・トランスポーテーションとの間に新型客車の大量導入に関する契約を交わした。その際に提示された条件に基づき、ボンバルディアが開発したのがマルチレベル・コーチである。
それまでNJトランジットで使用されていた客車は1階建てであったが、マルチレベル・コーチは着席定員を始めとする容量増加を目的に2階建て構造を採用しており、従来の客車列車から座席数が15 - 30%増加している。その一方で、NJトランジットの走行区間に存在するハドソン川下部を潜るトンネルのような車両限界が狭い路線にも対応できるよう、全高は4.4 m（14 ft 6 in）程に抑えられている他、車体の両端は1階建て構造となっている。車体にはステンレス鋼が、台枠には高張力鋼が用いられている。車種として運転台が設置されている制御車と運転台がない中間客車が製造されており、後者はトイレの有無による2種類が存在する。
車内の座席配置は2 + 2列のクロスシートを基本としており、従来の車両（2 + 3列）と比べてシートピッチや通路の幅が拡大し、快適性の向上が図られている。またバリアフリー面の配慮もなされており、1階建て部分には車椅子や自転車が設置可能なフリースペースや車椅子対応トイレが存在する。冷房や照明に必要な電気は連結される機関車から供給される（集中電源方式、head end power）。
乗降扉は車端に低床式、1階 - 2階部分の境に高床式プラットホームに対応したものが車体両側面に2箇所づつ設置されているが、制御車については運転台が片側に存在する関係で低床式プラットホームに対応した乗降扉は1箇所のみ存在する。

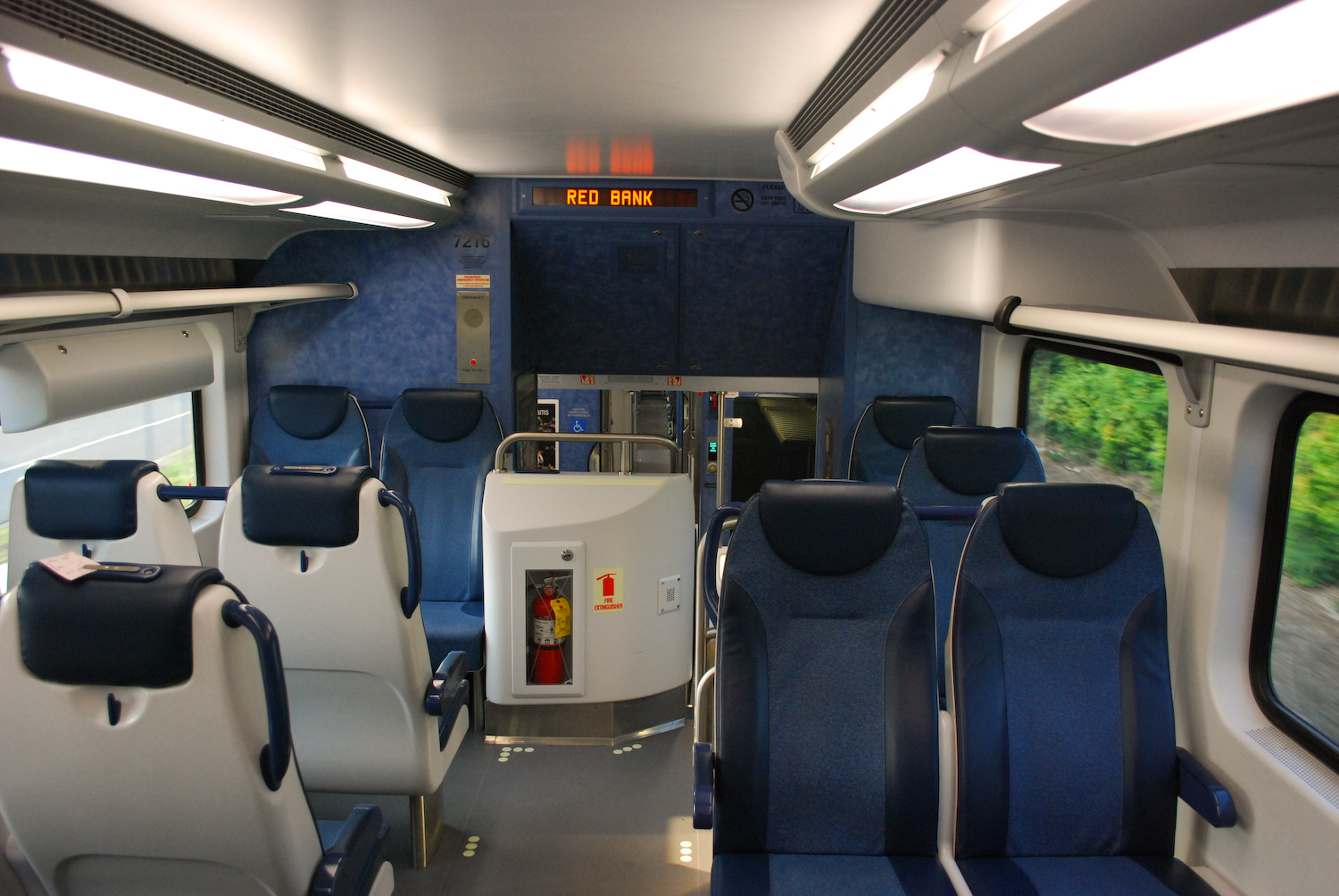
車内（階段付近）
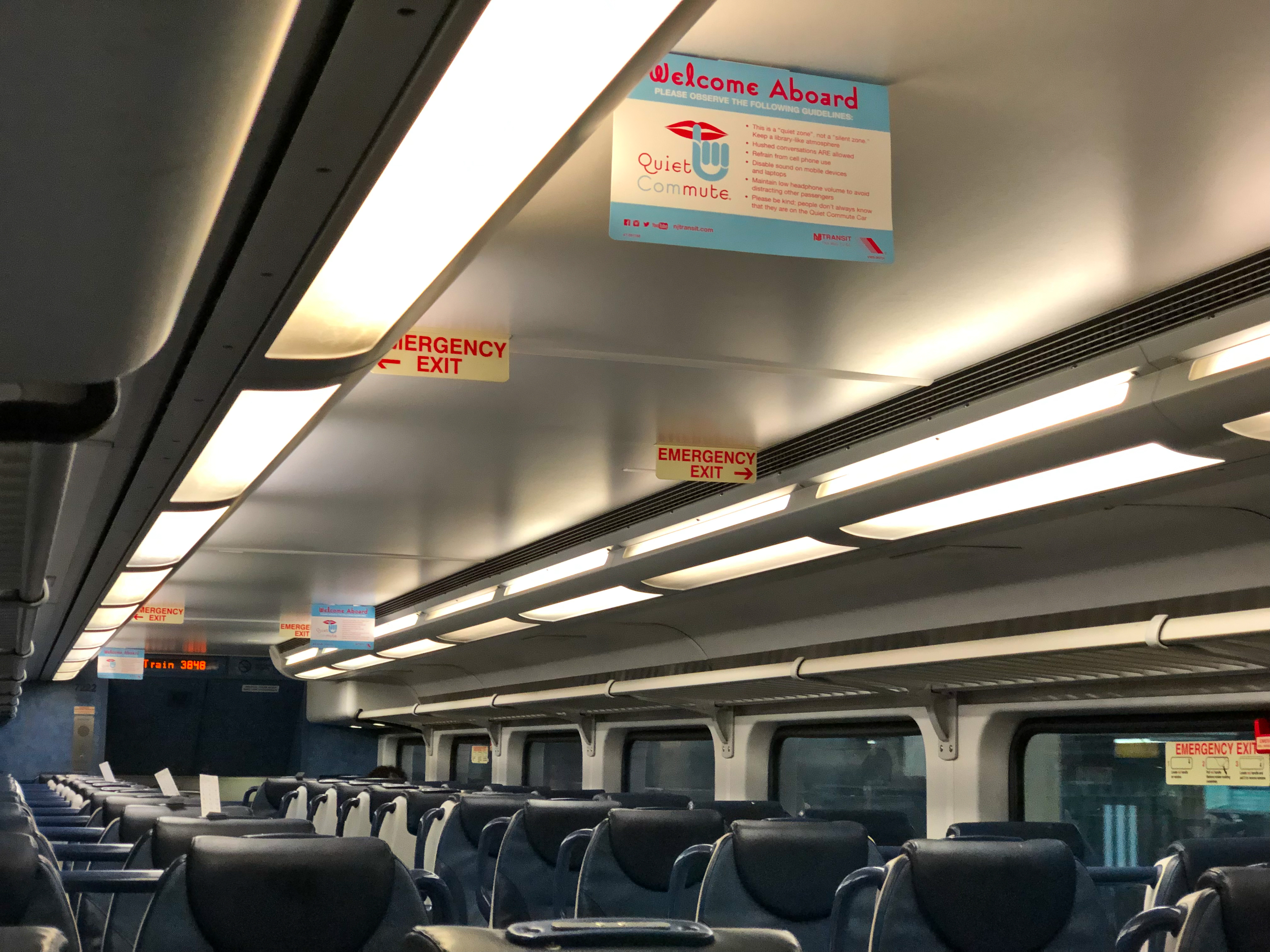
車内（2階部分）
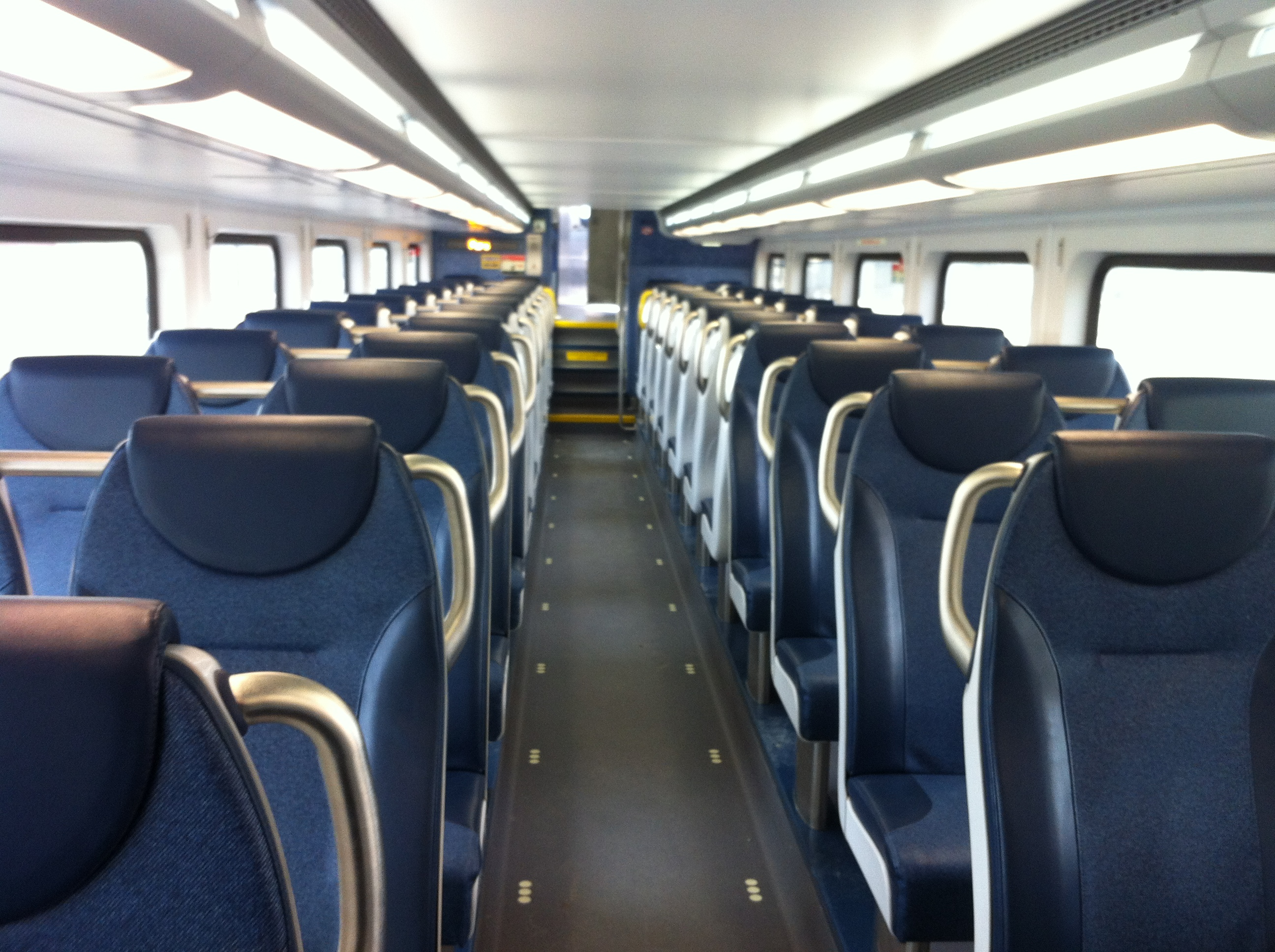
車内（1階部分）
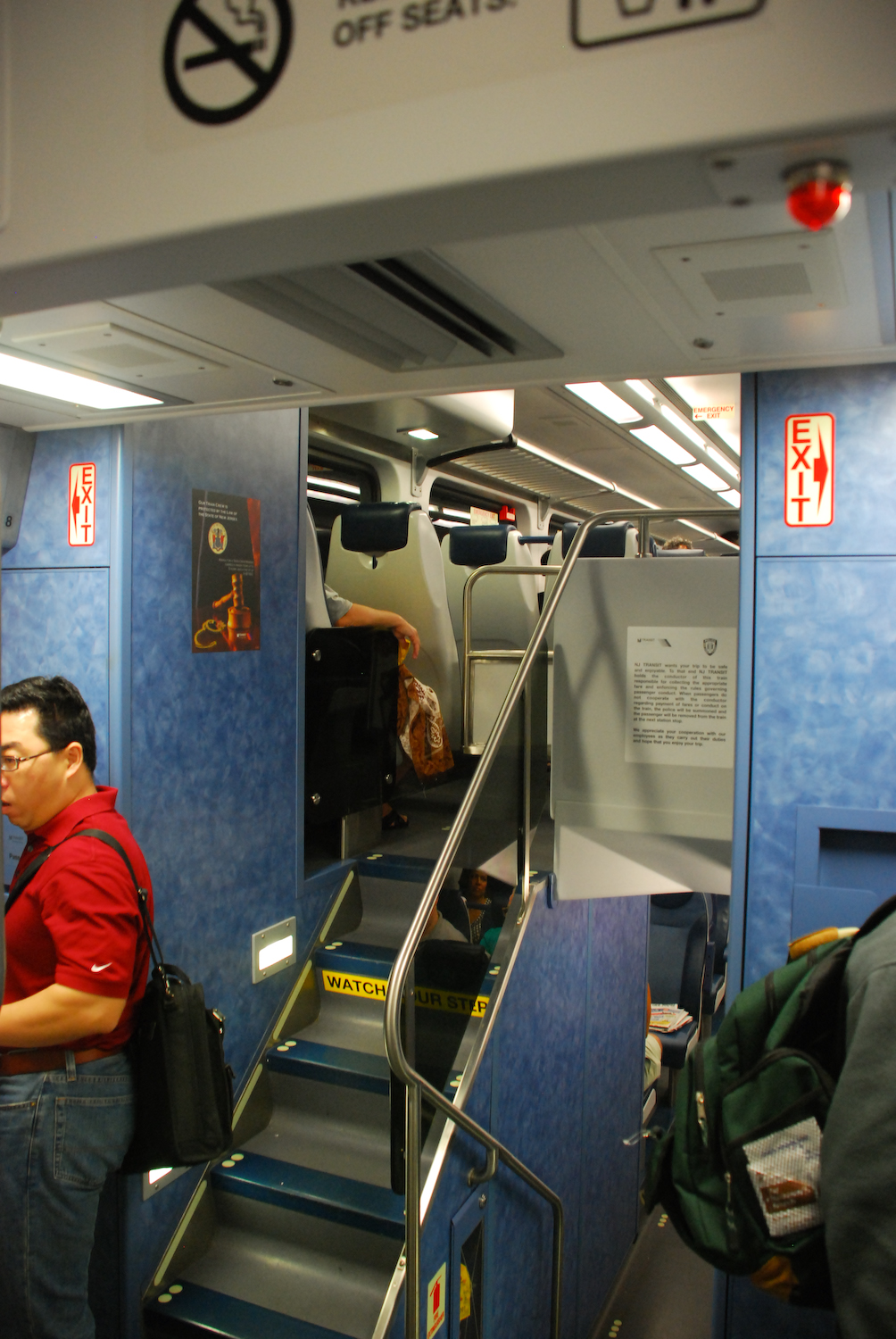
1階 - 2階部分を結ぶ階段
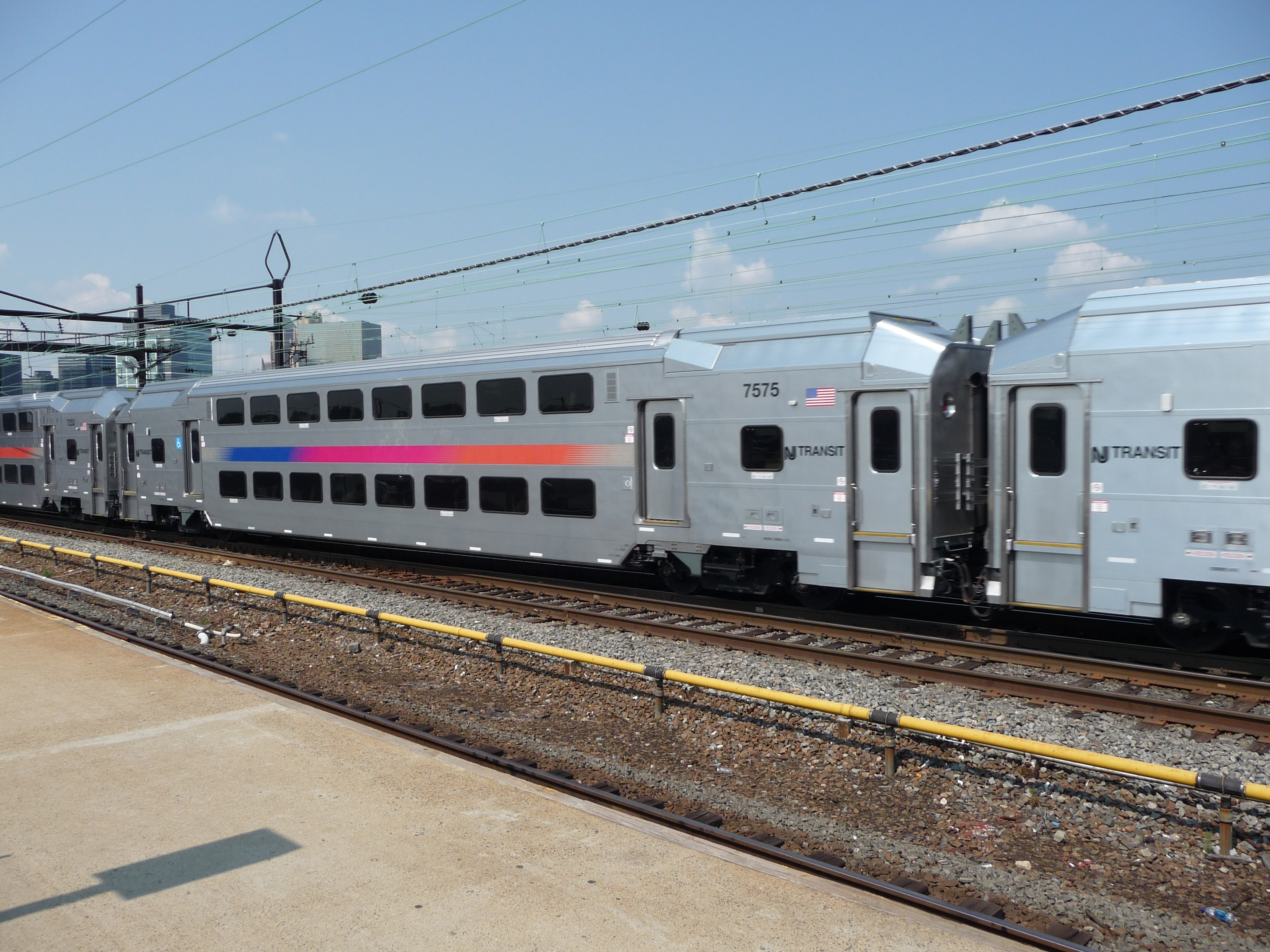
中間客車 2種類の高さの乗降扉が存在する
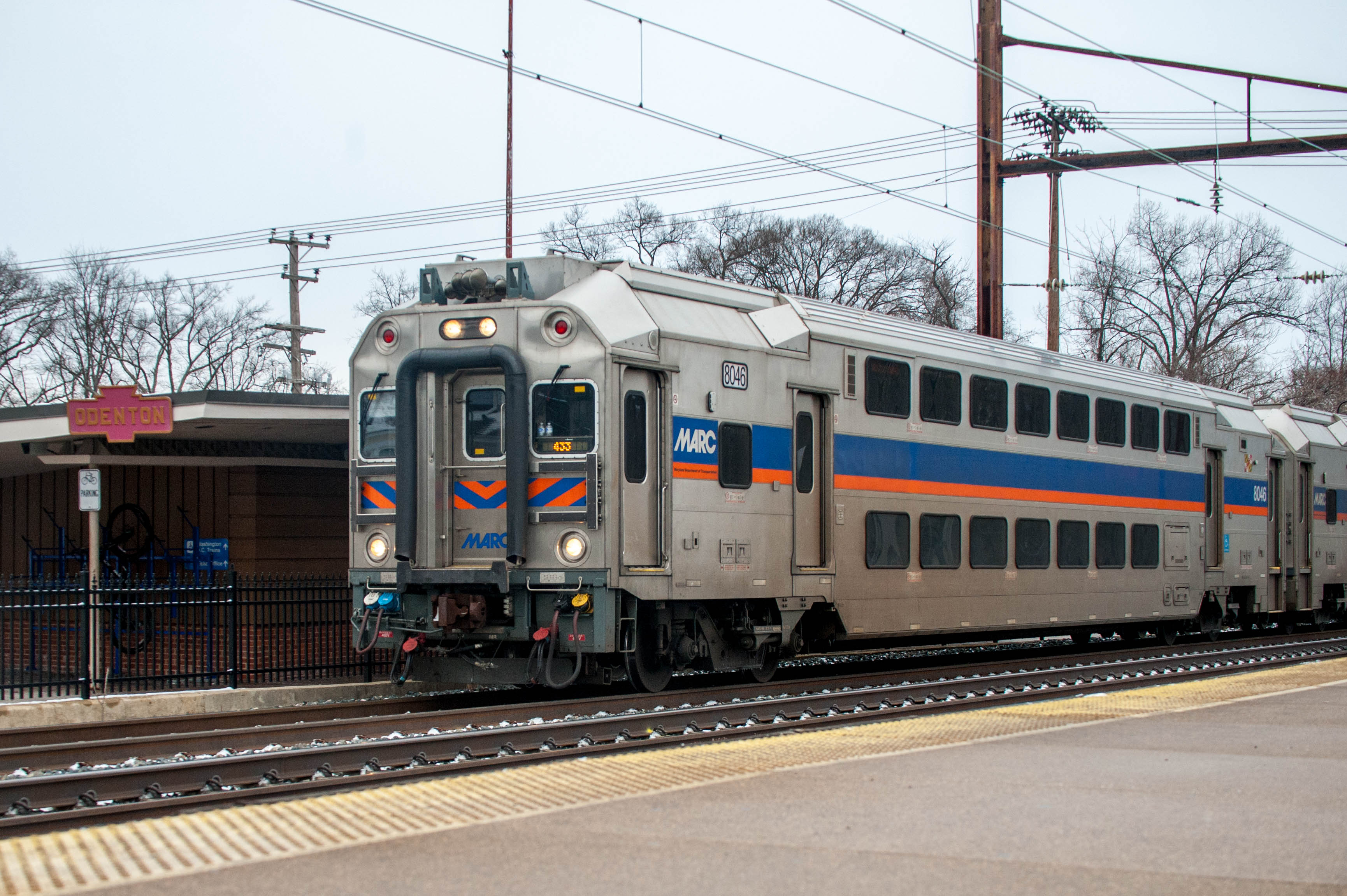
制御客車

## 運用
2006年にニュージャージー・トランジットで営業運転を開始して以降、マルチレベル・コーチは以下の事業者に導入されている。2000年代に各事業者へ導入が実施された1次車は「マルチレベルI（Multilevel I）」、2010年代以降に導入された2次車は「マルチレベルII（Multilevel II）」とも呼ばれる。
下記の車両のうち、2020年時点でニュージャージー・トランジットに在籍する8両についてはニューヨークとアトランティックシティの間に運行していたアトランティックシティ・エクスプレス・サービス（ACEC）向けに製造された車両（マルチレベル I）で、2012年の事業停止後にニュージャージー・トランジットへ転属した経緯を持つ。ACEC時代は観光客の利用を考慮して優等座席やバー、大容量の荷物室が設置されていたが、転属に合わせてこれらの設備は撤去、もしくは改造されニュージャージー・トランジットの車両と仕様が統一されている。
| 国             | 都市・運営組織                     | 車両数 | 解説・参考       |
| -------------- | ---------------------------------- | ------ | ---------------- |
| アメリカ合衆国 | ニュージャージー・トランジット     | 329両  | "マルチレベルI"  |
| アメリカ合衆国 | ニュージャージー・トランジット     | 100両  | "マルチレベルII" |
| アメリカ合衆国 | メリーランド交通局 (MARC)          | 54両   | "マルチレベルII" |
| カナダ         | モントリオール大都市圏交通局 (EXO) | 160両  | "マルチレベルI"  |

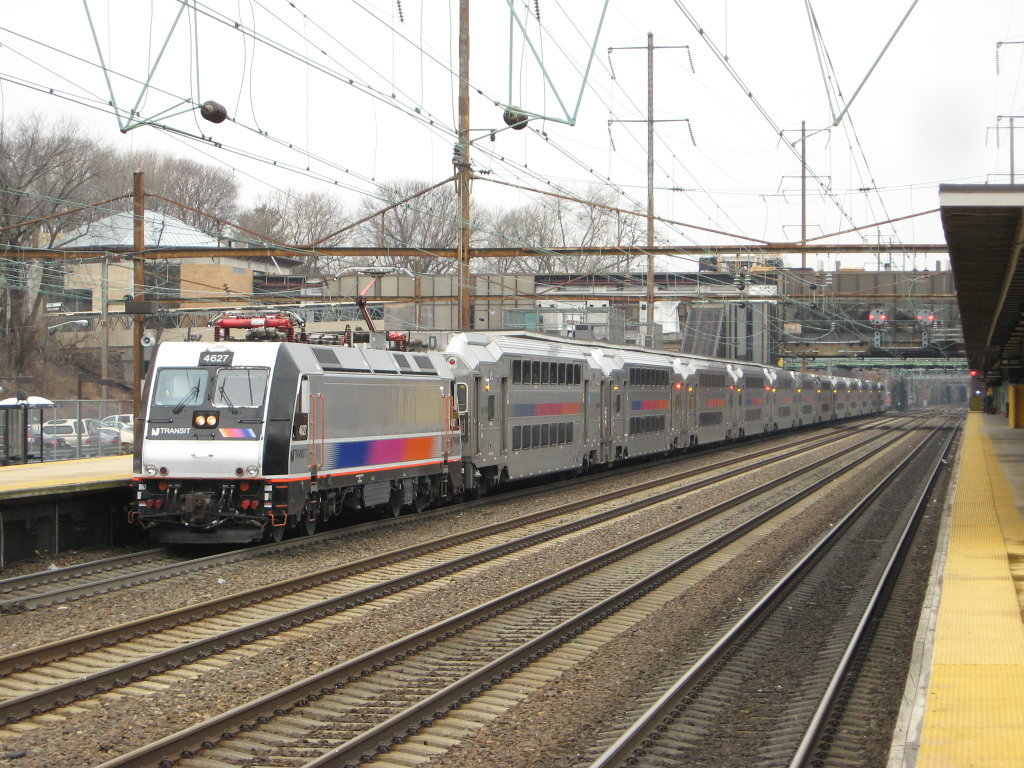
ニュージャージー・トランジット（2008年撮影）
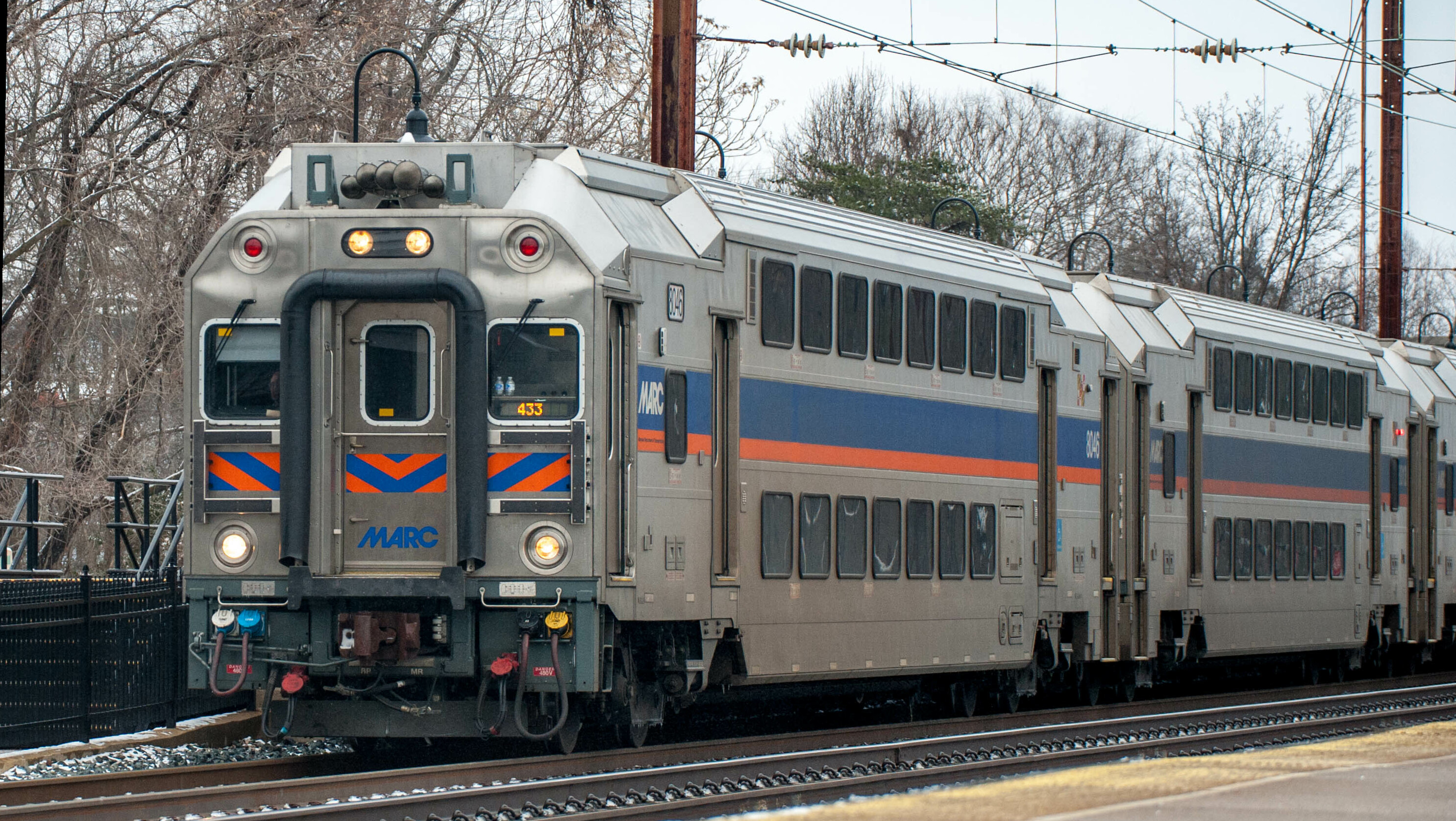
メリーランド交通局（英語版）（2018年撮影）
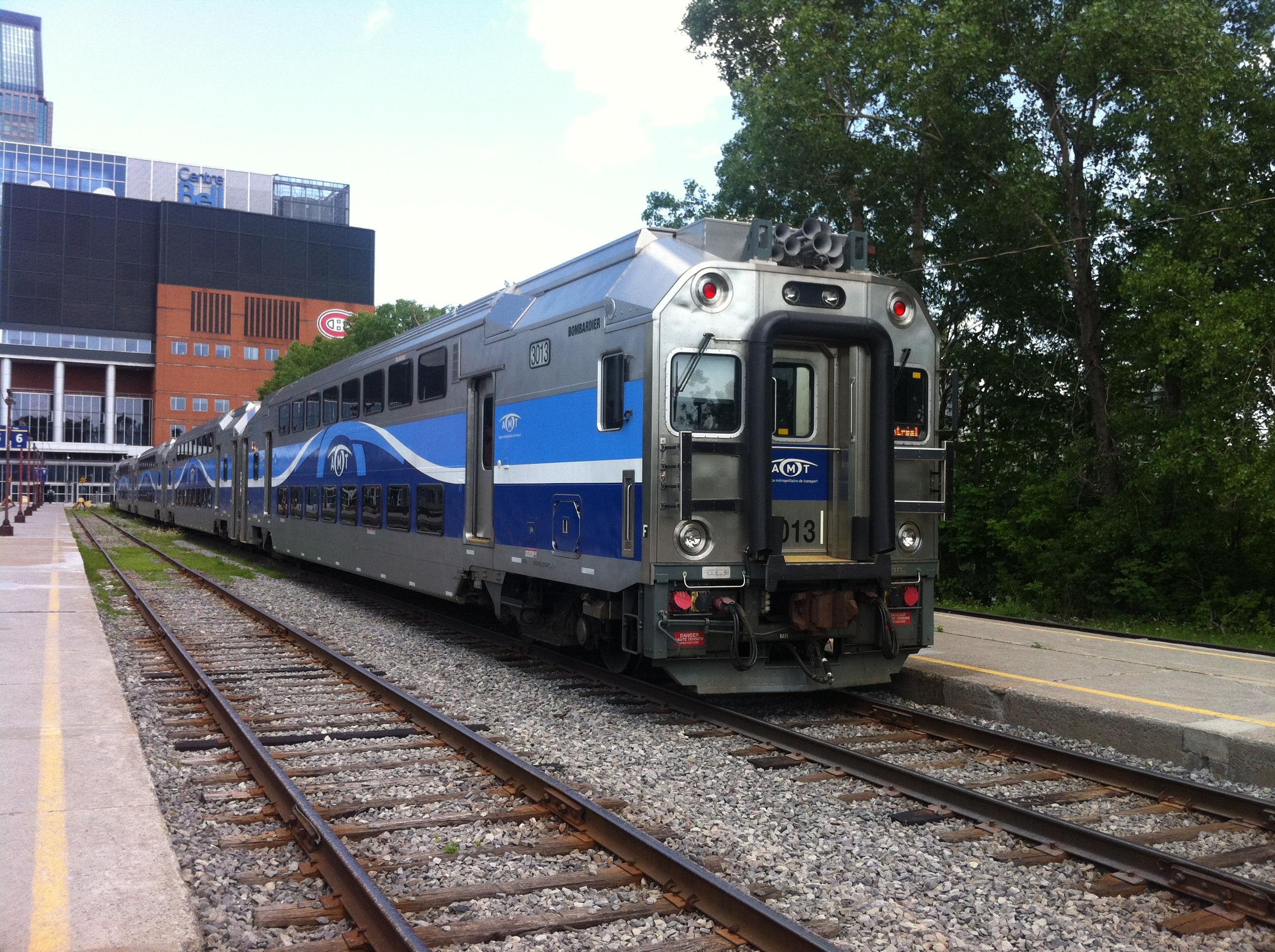
モントリオール大都市圏交通局（2013年撮影）
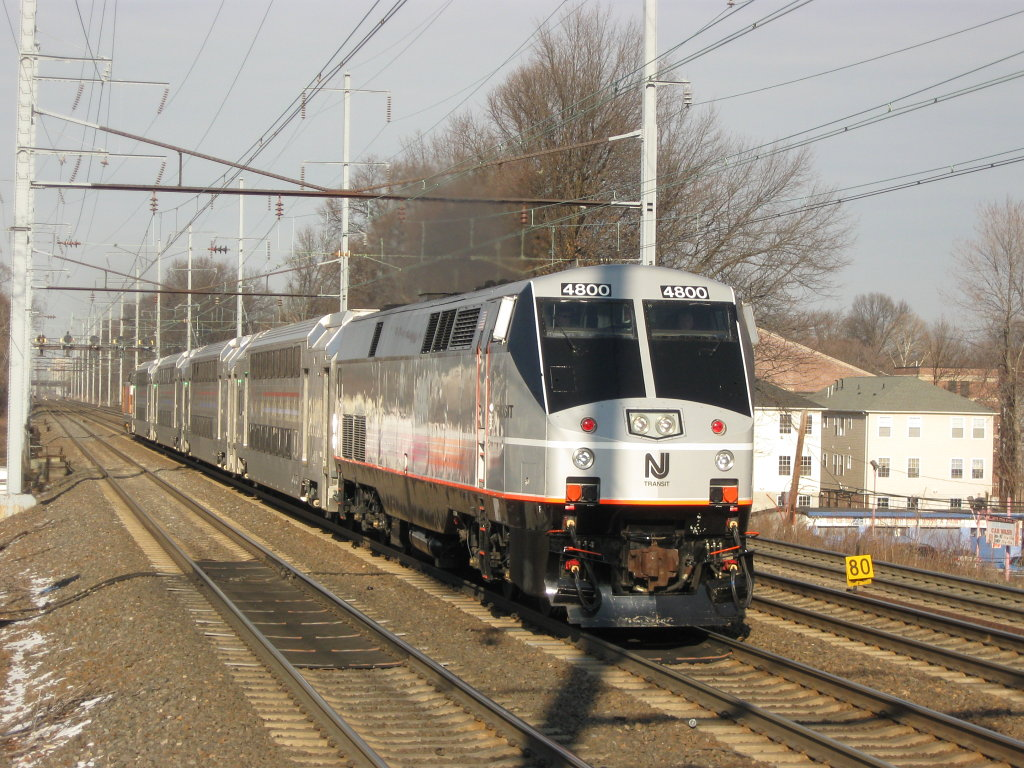
アトランティックシティ・エクスプレス・サービス（英語版）（2009年撮影）

## 発展車両
2018年12月、ニュージャージー・トランジットは、1970年代に製造され老朽化が進んでいた1階建て電車の"アロー"やこれらを改造した1階建て客車の"コメット"の置き換えおよび今後の輸送力増加を目的に、ボンバルディアとの間に113両の2階建て車両「マルチレベルIII（Multilevel III）」導入に関する契約を交わし、更にボンバルディアを吸収したアルストムに2度の追加発注（2022年：25両、2024年：36両）を実施した。これらは従来の車両（客車）と異なり交流電化に対応した中間電動車を連結する2階建て電車として使用される予定で、1両単位で走行可能なアメリカの電車として初めて交流電化に対応した回生ブレーキが搭載される。また、車内にはUSBに対応した充電ポートや情報ディスプレイが設置される。最初の車両は2024年の導入が予定されており、試運転を経て営業運転に用いられる。

## 関連車両
- ボンバルディア・バイレベル・コーチ - ボンバルディア・トランスポーテーションが北アメリカ各地の通勤鉄道へ展開する2階建て客車。マルチレベル・コーチと比べ車体寸法が大きい[13]。
- ロングアイランド鉄道C3型客車 - 日本の重電メーカーの川崎重工業が製造した2階建て客車。マルチレベル・コーチに類似した車体構造を持ち、車両限界が狭いロングアイランド鉄道で使用されている[14]。